# Babkowce
Babkowce (Gobioidei) - podrząd ryb okoniokształtnych.
Zobacz wykaz rodzin zaliczanych do babkowców.